# Khānkhowdī
Khānkhowdī (persiska: خانِه خوُدی, خانخودی, خانِه خُدی, خان خُدری, خان خوُدی, خانه خودی, Khān Khvodī, Khān Khodrī, Khān-i-Khūdi, Khāneh Khodī) är en ort i Iran.   Den ligger i provinsen Semnan, i den nordöstra delen av landet, 400 km öster om huvudstaden Teheran. Khānkhowdī ligger 1 099 meter över havet och antalet invånare är 394.
Terrängen runt Khānkhowdī är varierad, och sluttar norrut. Runt Khānkhowdī är det mycket glesbefolkat, med 5 invånare per kvadratkilometer. Närmaste större samhälle är Bīārjomand, 16,8 km väster om Khānkhowdī. Trakten runt Khānkhowdī är ofruktbar med lite eller ingen växtlighet.